# Stadt Boppard
Das Fährschiff Stadt Boppard ist eine Autofähre über den Rhein im Rhein-Hunsrück-Kreis in Rheinland-Pfalz. Sie verbindet bei Rheinkilometer 570 die linksrheinische Stadt Boppard mit dem rechten Rheinufer bei Filsen und liegt im UNESCO-Welterbe Oberes Mittelrheintal. Sie ist die einzige Fähre zwischen Sankt Goar und Koblenz.
Das 1892 von Berninghaus in Duisburg gebaute Fährschiff besteht aus einem Doppelrumpf mit Ladeplattform, die Beladung erfolgt seitlich. Die Fähre war zunächst ohne eigenen Antrieb in Form einer Gierseilfähre in Betrieb. Bis 1910 fuhr sie als Staatsfähre im Eigentum der Stadt Boppard. Bei einer Instandsetzung 1945–47 wurden kriegsbedingte Schäden beseitigt.

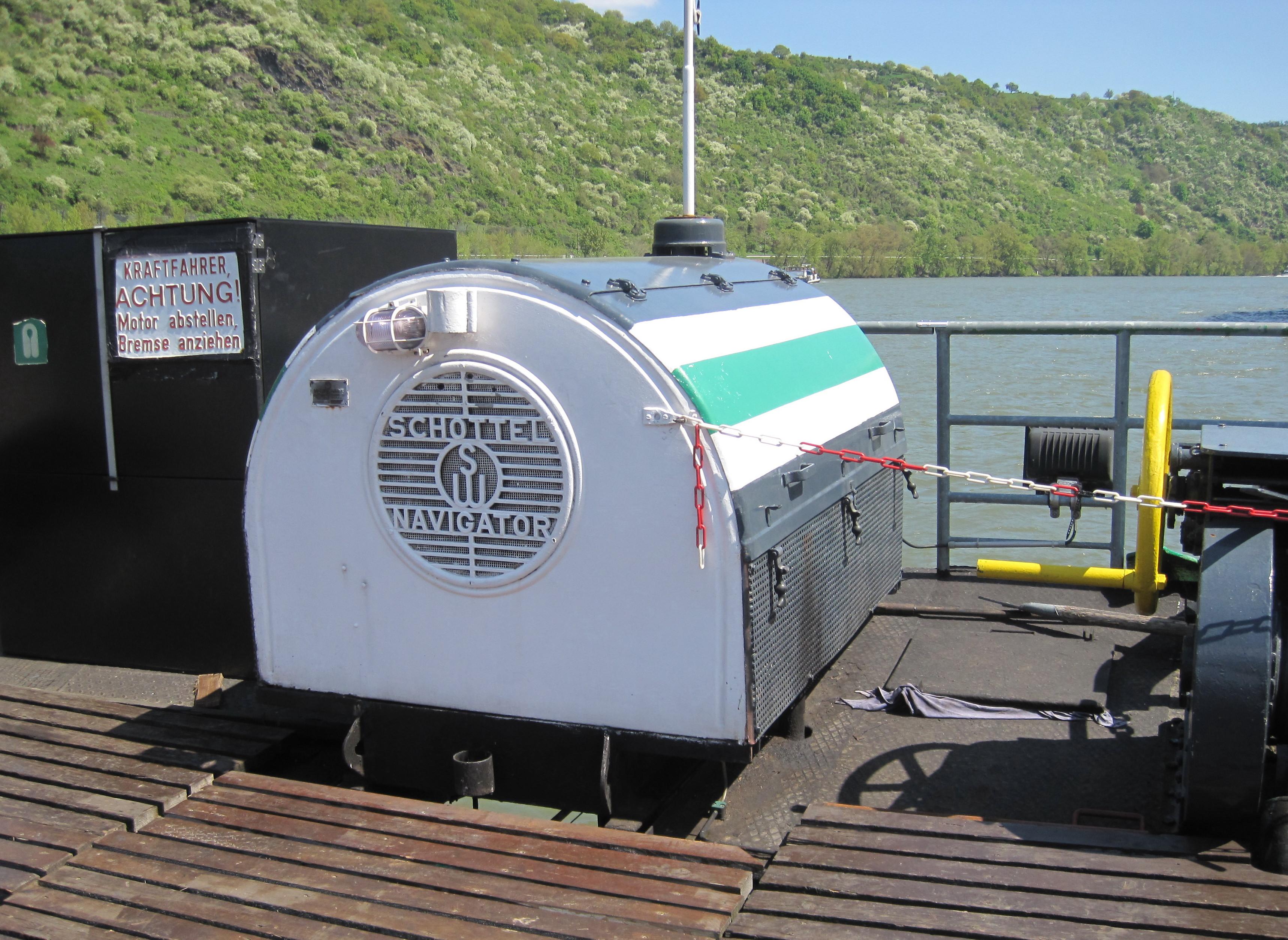
Antriebseinheit „Schottel Navigator“ am Bug der Fähre

1954/55 erfolgte ein Umbau mit Motorisierung durch die Schottel-Werft in Spay (Baunummer 009/55). Am Bug wurde eine Komplett-Antriebseinheit bestehend aus einem luftgekühlten Achtzylinder-Dieselmotor, Kupplung, Gelenkwelle und einem Schottel-Ruderpropeller (SRP) („Schottel Navigator“; Baunummer 370/61), im Maschinenraum unterhalb des Steuerhauses ein technisch identischer Antrieb eingebaut. Die Steuerung erfolgt mechanisch über Wellen und Rollenketten.
 Zu Beginn des Jahres 2010 wurde das Schiff im Werftzentrum Mittelrhein in Oberwinter überholt.
Die Fähre ist Mitglied im Deutschen Fährverband.
Seit dem 1. April 2012 ist es möglich, die Fähre mit einem Verbundfahrschein des Verkehrsverbund Rhein-Mosel zu nutzen.
Die Fähre verkehrt in den Sommermonaten tagsüber zwischen 6:30 Uhr und 22:00 Uhr alle 20 Minuten.